# Lauren Booth
Lauren Booth, narozena jako Sarah Jane Booth, (* 22. července 1967 Islington, Londýn) je britská novinářka, aktivistka, muslimka a kritička sionismu a britské zahraniční politiky. V současné době[kdy?] pracuje jako spisovatelka na volné noze a mediální konzultantka.

## Biografie
Narodila se a vyrostla v severním Londýně. Boothová je šestou dcerou herce Tonyho Bootha a nevlastní sestrou Cherie Blair (manželka bývalého premiéra Tonyho Blaira).

## Konverze k islámu
V roce 2010 Booth konvertovala k Islámu poté, co si vzala praktikujícího sunnitského muslima. Pak si změnila svoje jméno na Lauren.